# Cupedites minutissimus
Cupedites minutissimus is een keversoort uit de familie Cupedidae. De wetenschappelijke naam van de soort is voor het eerst geldig gepubliceerd in 1985 door Ponomarenko.